# La Poupée abandonnée
La Poupée abandonnée est un tableau réalisé en 1921 par la peintre française Suzanne Valadon. Cette huile sur toile représente une femme essuyant une jeune fille nue qui se regarde dans un miroir à main, une poupée abandonnée à ses pieds. Variation sur le thème de la fin de l'enfance, l'œuvre a pour modèles la nièce de l'artiste et sa mère. Don de Wallace et Wilhelmina Holladay, elle est conservée au National Museum of Women in the Arts, à Washington, aux États-Unis.